# ミゲル・カブレラ
ホセ・ミゲル・カブレラ・トーレス（José Miguel Cabrera Torres, 1983年4月18日 - ）は、ベネズエラ共和国アラグア州マラカイ出身の元プロ野球選手（内野手、外野手）。愛称はミギー（Miggy）。
MLBにおける最高の打者の1人で、MLB45年ぶりの打撃三冠王達成者。ベネズエラ出身MLB選手最多通算安打記録保持者。ベネズエラ出身選手初の3000安打達成者。

## 経歴

### プロ入り前
1983年4月18日、ベネズエラのアラグア州マラカイで誕生した。父は元野球選手、母はソフトボールのベネズエラ代表、おじは元マイナーリーガーという野球一家だった。カブレラも野球をするようになり、10代半ばにはMLBのスカウトに注目される存在となっていた。14歳時にはMLB5球団がカブレラのスカウトを始めていたという。

### プロ入りとマーリンズ時代
1999年に契約解禁年齢となったカブレラは、7月にベネズエラの選手としては当時の最高額の契約金180万ドルでフロリダ・マーリンズと契約。ニューヨーク・ヤンキースやロサンゼルス・ドジャースはマーリンズを上回る200万ドルを提示したが、これを蹴ったのは、カブレラが1997年のワールドシリーズを観戦した時に中南米系選手が活躍したマーリンズのファンになっていたことと、「マーリンズは中南米系若手選手の育成に優れている」とカブレラの父が判断したことが原因である。また本人によれば「野球で芽が出ないまま引退した際には大学進学を認め学費も球団が負担する」という条件を契約に盛り込んだのがマーリンズだけだったことや、ヤンキースやドジャースよりマーリンズの方が選手層が薄くメジャー昇格が近いことも大きかった。
2000年、ルーキーリーグでプロとしてのキャリアをスタートさせた。この時の守備位置は遊撃手だった。
2001年にA級へ昇格すると三塁手もこなすようになる。
2003年にAA級へ昇格すると左翼手にも回るようになった。
2003年AA級で打率.365を残し、6月20日にAAA級に出場することなく"飛び級" でメジャーに昇格した。

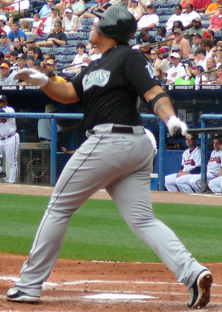
マーリンズ時代（2007年）

2003年6月20日のタンパベイ・デビルレイズ戦に「8番・左翼手」で先発出場し、球団史上2番目の若さとなる20歳63日でメジャーデビューを果たした。また、延長11回にサヨナラ本塁打を放ち、デビュー戦でサヨナラ本塁打を放ったのはMLB史上3人目であった。その後は、左打者のトッド・ホランズワースと併用という形ながらメジャーに定着し、打率.268、12本塁打、62打点、出塁率.325という成績を残した。本塁打と打点は新人選手としてナショナルリーグ2位、長打率.468は同1位だった。ポストシーズンにも出場したカブレラは、マーク・プライアー、ロジャー・クレメンスなどMLB屈指の投手から次々と本塁打を放つなど活躍。チームはワールドシリーズでヤンキースを下し、1997年以来2回目のワールドチャンピオンとなった。シーズンオフに行われた新人王の投票では5位に入った。
2004年は左翼のレギュラーとして160試合に出場し、打率.294、33本塁打、112打点、出塁率.366を記録した。21歳でのシーズン100打点達成は史上5番目の若さだった。オールスターゲームにも初選出された他、シーズンオフの日米野球にも参加した。
2005年は158試合に出場し、打率.323とリーグ3位の高打率を記録し、自身初となる3割・30本塁打・100打点を達成した。また出塁率.385を記録し、塁打数344は球団新記録となり、長打力が増した。シーズンオフには自身初となるシルバースラッガー賞を受賞し、MVPの投票では5位に入った。
2006年はシーズン開幕前の3月に開催された第1回ワールド・ベースボール・クラシック（WBC）のベネズエラ代表に選出された。
シーズンでは、前年までマーリンズの正三塁手だったマイク・ローウェルが放出されたことから、本職の三塁手に再び転向された。以前から雑と指摘されていた守備が顕著となった。7月8日のニューヨーク・メッツ戦では怠慢な守備が引き金となり、スコット・オルセンとの口論から掴み合いになりかけた。打撃面では158試合で打率.339、26本塁打、114打点、出塁率.430を記録し、打率と二塁打では球団記録を更新した。特に打率面ではフレディ・サンチェスやアルバート・プホルスと首位打者争いを演じたが、サンチェスの打率.344に約5厘及ばず、自身初の打撃タイトル獲得を逃した。また、三塁手部門で2年連続となるシルバースラッガー賞を受賞した。オフの球団との契約更改において年俸調停を申請し、カブレラ側の主張が認められ、翌2007年の年俸は前年の47万2000ドルから約16倍の740万ドルになった。当時の調停官の裁定額としてはアルフォンソ・ソリアーノ（2006年：1000万ドル）、アンドリュー・ジョーンズ（2001年：820万ドル）に次ぐ史上3番目の高額であった。
2007年は157試合に出場し打率.320、34本塁打、119打点、出塁率.401を記録し、自身2度目となる3割・30本塁打・100打点を達成した。9月4日には、MLB史上3番目の若さとなる24歳139日で通算500打点を記録した。

### タイガース時代
2007年12月4日にドントレル・ウィリスと若手6選手とのトレードでデトロイト・タイガースへ移籍した。
2008年3月22日にタイガースと8年総額1億5230万ドルで契約を延長した。当時の契約総額ではアレックス・ロドリゲス、デレク・ジーター、マニー・ラミレスに次ぐ高給選手となった。平均年俸ではロドリゲス、ヨハン・サンタナ、ラミレスに次ぐ4位であった。シーズン序盤は三塁手として出場を続けていたが、守備面での粗さが目立ち、開幕後ひと月も経たない間に一塁手のカルロス・ギーエンとポジションをスイッチされた。打撃面では、4月から6月まで3か月連続で長打率が4割台だったが、7月にプレイヤー・オブ・ザ・マンスに選出されて以降、脅威の3ヶ月連続の長打率6割台を記録した。160試合に出場し、4年ぶりに打率が3割を下回ったものの、打率.292、自己最多となる37本塁打、127打点、出塁率.349を記録した。本塁打王争いのライバルだったアレックス・ロドリゲスやカルロス・クエンティンらが故障したこともあって、自身初の打撃タイトルである本塁打王を獲得した。また、30本台でのアメリカンリーグ最多本塁打は、1989年のフレッド・マグリフ以来19年ぶりとなった。
2009年はシーズン開幕前の3月に開催された第2回WBCのベネズエラ代表に選出され、2大会連続2度目の選出を果たした。

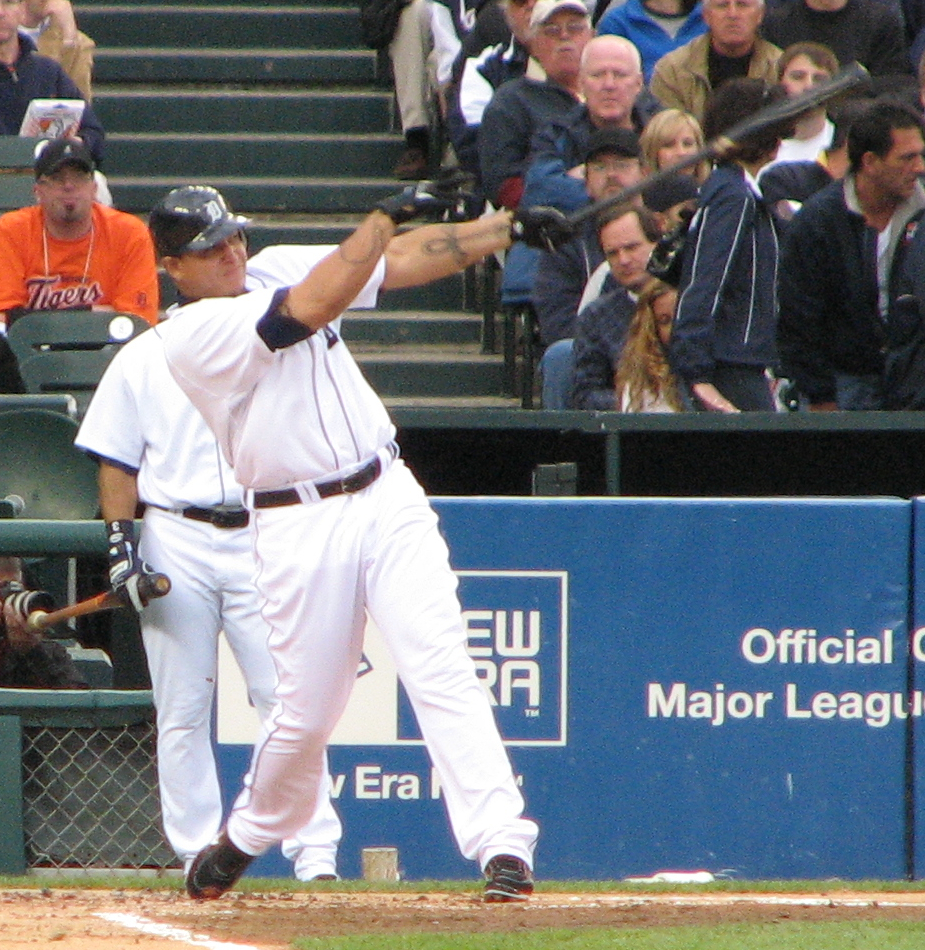
タイガース時代のカブレラ（2008年）

シーズンでは160試合に出場し打率.324、3年連続30本塁打以上となる34本塁打、6年連続100打点以上となる103打点、出塁率.394を記録し、3度目となる3割・30本塁打・100打点を達成した。また、シーズンオフのMVP投票では1位票を1票だけ獲得したが、総合では4位に入った。10月に入り、ポストシーズン中にもかかわらず夫婦喧嘩が警察沙汰にまで発展し、マスコミに顔の傷を「犬に引っかかれた」と誤魔化したが、警察の発表によって後日全てが明らかにされた。
2010年は150試合の出場して各打撃部門でタイトル争いをした。打率.328はリーグ2位、38本塁打はリーグ3位をそれぞれ記録し、126打点はリーグトップとなり、自身初の打点王を獲得した。また、4度目となる3割・30本塁打・100打点を達成し、出塁率.420と敬遠32個はリーグトップだった。オフには一塁手として4年ぶりにシルバースラッガー賞を受賞し、MVPの投票ではジョシュ・ハミルトンに次ぐ2位に入った。
2011年は自身初となる全161試合に出場し、打率.334、30本塁打、105打点、出塁率.448を記録し、自身初となる首位打者のタイトルを獲得した。また、3年連続5度目となる3割・30本塁打・100打点を達成し、チームを24年振りとなる地区優勝へ導いた。
2012年はプリンス・フィルダーの加入により、4年ぶりに三塁へコンバートされた。そのフィルダーがカブレラの後を打つようになったことで、勝負を避けられることが減った為、本塁打、打点共に前年よりも大幅に増加し、9月に入った頃には三冠王が視界に入ってきていた。161試合の出場で打率.330、44本塁打、139打点、出塁率.393を記録し、本塁打ではジョシュ・ハミルトン、カーティス・グランダーソンと、打率ではマイク・トラウト、ジョー・マウアーらとの熾烈な争いを制し、チームでは1909年のタイ・カッブ以来103年ぶり、MLB史上ではカール・ヤストレムスキー以来45年ぶりとなる打撃三冠王を達成した。MVPを巡っては新人ながら走攻守でハイレベルな成績を残したマイク・トラウトとの争いが注目を集めた。しかし、投票資格を持つ28人中22人から1位票を獲得し（残りの6人はトラウトに1位票）、大差でアメリカンリーグMVPを獲得した。ベネズエラ出身の選手としては初のMVP受賞となった。
2013年はシーズン開幕前の3月に開催された第3回WBCのベネズエラ代表に選出され、3大会連続3度目の選出を果たした。
シーズンではタイガースは地区優勝は当然という選手層を揃え、チームの目標は前年あと一歩及ばなかったワールドシリーズ制覇だった。このシーズンもMLB史上初の2年連続三冠王という偉業を達成するのではないかというペースで本塁打と打点を量産し、尚且つハイアベレージを維持する。しかし、足の故障のため打撃が失速。代打などで出場を続けるも、このシーズンで本格的な覚醒を見せたボルチモア・オリオールズのクリス・デービスに本塁打と打点で競り負け、最終的に主要三冠の中でのタイトルは打率のみとなる。しかし打率.348（ア・リーグ1位）、44本塁打（ア・リーグ2位）、137打点（ア・リーグ2位）と故障を抱えながらも驚異的な数字を残し、チームを地区優勝へと導いて2年連続のアメリカンリーグMVPを受賞した。

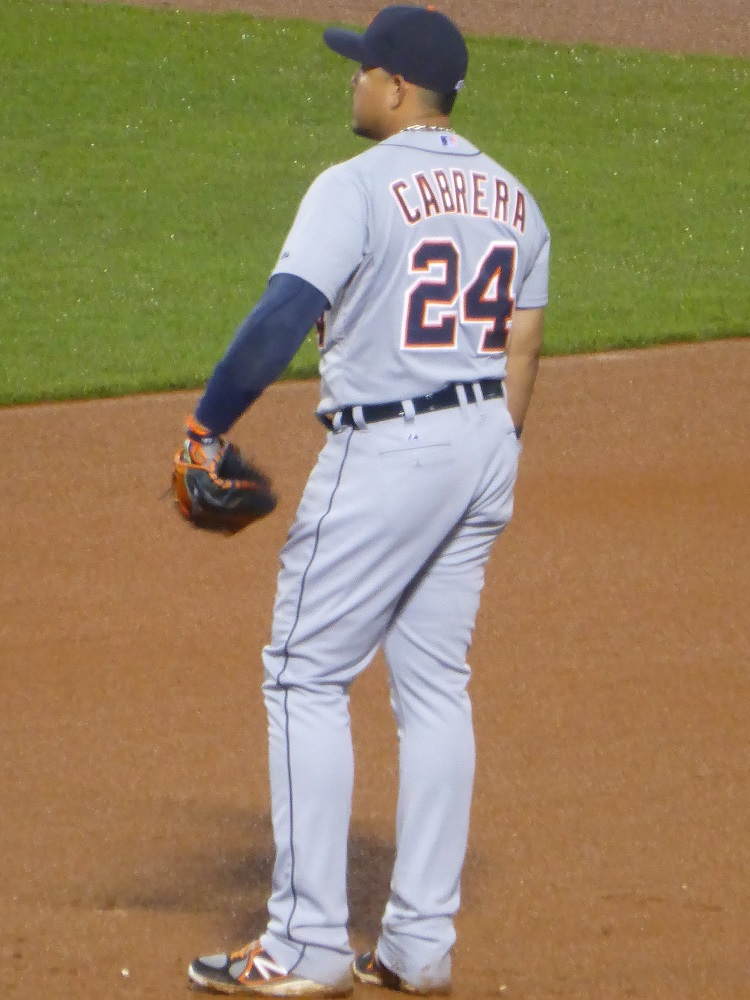
一塁守備に就くカブレラ（2014年）

2014年3月28日にタイガースと8年総額2億4800万ドル（2023年・2024年のオプション付き）に合意した。2016年シーズンからの契約で、2008年に結んだ8年契約の残り2年を合わせると、10年総額2億9200万ドルとなった。オプションとしてMVP、表彰等での出来高が含まれ、バイアウトの際は800万ドル発生する。レギュラーシーズンでは、右足首の不調の影響もあり、例年よりやや低調な成績に終わった。それでも2004年に初めて規定打席に到達して以降、11年間で9度目、6年連続での打率3割以上となる.313を記録（打率3割以上を記録したシーズンとしては、カブレラの中で最低の数値）。本塁打は、2006年以来8年ぶりの30本未満・規定打席に到達したシーズンでは最低の25本に終わったが、それでも11年連続での25本塁打以上。打点は109リーグ2位で、史上5人目となる11年連続100打点を達成した。得点101（5年連続100点以上）はリーグ3位で、二塁打52本、犠飛11本はリーグトップだった。長打数は、本塁打こそ激減したものの二塁打を量産した為、2013年の71本を上回る78本だった。チームは地区優勝してプレーオフ進出を決めたが、カブレラが、プレイオフ進出チームに分配されるボーナス金を受け取らないとした、と報じられた。カブレラはビクター・マルティネスとのスペイン語での会話の中で、「優勝リングが欲しいだけだ（I just want the ring.）。」と話したという。オフに入った10月24日、右足首の手術を受け、骨棘の除去と疲労骨折を治療した。
2015年5月16日のセントルイス・カージナルス戦で通算400本塁打を達成した。このホームランでベネズエラ出身の選手としては、アンドレス・ガララーガの399本塁打を抜き、歴代1位となった。7月3日の対トロント・ブルージェイズで走塁中に左ふくらはぎを痛めて途中交代し、キャリア初となる故障者リストに登録された。その後、オールスターゲームに選出されたが、出場を辞退した。8月14日に故障者リストから復帰し、8月16日のヒューストン・アストロズ戦で通算1426打点となり、こちらもガララーガを抜き、ベネズエラ出身選手として歴代1位となった。長期離脱の結果、シーズン180安打が10年連続（歴代4位）、25本塁打が11年連続、100打点が11年連続（歴代4位タイ）、300塁打が11年連続（歴代4位）でそれぞれ途切れた。しかしギリギリで規定打席には到達し、自身4度目となる首位打者のタイトルを獲得。出塁率も4度目のリーグ1位に輝いた。
2016年5月23日のフィラデルフィア・フィリーズ戦で史上62人目となる通算500二塁打、7月22日のシカゴ・ホワイトソックス戦で史上56人目となる通算1500打点を史上5番目の若さで、8月6日のメッツ戦で史上102人目となる通算3500出塁、9月18日のクリーブランド・インディアンス戦で史上100人目となる通算2500安打を史上8番目の若さで達成など、さまざまなマイルストーンを達成したシーズンとなった。158試合に出場し、打率.316、38本塁打、108打点、出塁率.393を記録し、3年ぶりとなる3割・30本塁打・100打点を達成した。オフの12月5日に第4回WBCのベネズエラ代表に選出され、4大会連続4度目の選出を果たした。
2017年はシーズン開幕前に選出されていた第4回WBCに参加し、チームの第2ラウンド進出及びベスト8に貢献した。シーズンでは7月20日のカンザスシティ・ロイヤルズ戦で史上33人目の通算1600打点を達成した。8月24日のヤンキース戦で5回にマイケル・フルマーがゲイリー・サンチェスに死球を与え、6回裏にトミー・ケインリーから報復として背後を通過する投球をされ退場になった際に、オースティン・ロマインと口論になり殴打し、両チームから選手が入り乱れる乱闘を起こし、退場になった。8月25日にMLBより7試合の出場停止処分を受けた。このシーズンはWBCの疲れや故障などの影響もあり、130試合の出場で自己ワーストとなる打率.249、16本塁打、60打点、出塁率.329と大きく数字を落とした。また、このシーズン以降から成績を激しく落とすことになる。
2018年は4月を打率.326、3本塁打と復調を見せていたが、5月4日に右ハムストリングを痛みのために10日間の故障者リストに入った。6月1日に復帰したが、12日のミネソタ・ツインズ戦でスイングをした際に左上腕二頭筋の腱断裂の重傷を負い退場した。その後左腕の上腕二頭筋の腱断裂と診断され、修復の為の手術を受けることになり、残りのシーズンを欠場することになった。最終的には38試合に出場して打率.299、3本塁打、22打点、出塁率.395を記録した。
2019年は昨年同様に4月から打率は高い数字を維持していき、前半戦終了の時点で打率.303を記録する一方、長打率が4割を下回り、出塁率を下回る月もあった。膝の故障に苦しみ、6月からは指名打者として起用された。夏場に17打席無安打を喫し失速するも、チームで唯一規定打席に届き、136試合の出場で打率.282、12本塁打、59打点、出塁率.346を記録した。
2020年は新型コロナウイルスの影響で試合数が大幅に減少したが、大きな離脱もなく全58試合中57試合に出場した。8月8日のピッツバーグ・パイレーツ戦で本塁打を放ち、史上24人目となる通算1700打点を記録した。8月30日のツインズ戦で前田健太から安打を放ち、タイガース移籍後2000安打を達成し、タイガース史上8人目となる偉業を達成した。最終的に打率.250、10本塁打、35打点、出塁率.329を記録し、自身17度目となるシーズン2桁本塁打を達成した。しかし1試合も守備につくことがなく、出場は1度の代打を除いて全て指名打者での出場となった。
2021年4月1日の雪の中開催されたインディアンスとの開幕戦でシェーン・ビーバーからMLB全体でも2021年シーズン最初の本塁打を記録した。5月8日のツインズ戦でMLB通算2873安打を記録し、ベーブ・ルースを抜き、MLB歴代通算安打数で45位となった。12日のロイヤルズ戦でMLB通算2878安打を記録し、オマー・ビスケルを抜き、MLB歴代通算安打数で43位、ベネズエラ出身選手では最多となった。8月22日のブルージェイズ戦で史上28人目・ベネズエラ出身選手初の通算500本塁打を達成した。
2022年4月23日のコロラド・ロッキーズとのダブルヘッダー第1試合にて、MLB史上33人目、ベネズエラ出身では史上初となる通算3000本安打を達成した。5月7日のヒューストン・アストロズ戦で左翼線二塁打を放ち、史上17人目の通算600二塁打を達成。ハンク・アーロン、アルバート・プホルスに次ぐ史上3人目の「3000安打・500本塁打・600二塁打」達成者となった。11月29日に翌2023年シーズン限りでの現役引退を発表した。

## 選手としての特徴
元々は遊撃手だった。しかし、メジャーデビューから数年間は三塁手、左翼手、右翼手を守っていたが、三塁の守備の粗さが目立った為、デトロイト・タイガース移籍1年目の2008年4月から本格的に一塁手に転向した。その後、ポジションが重なるプリンス・フィルダーが加入した事により、三塁手に再コンバートされたが、フィルダーがテキサス・レンジャーズに移籍していった後は一塁手に戻った。一方で、失策の多い傾向にある三塁では最多失策こそ記録したことがないが、一塁では2度も最多失策を記録しており、三塁より一塁のが上手いというわけでもなかった。しかし、一塁に再転向後の2014年にはトレーニングを積んだ事で大幅に改善され、ゴールドグラブ賞の一塁手候補として名が挙がるほどに成長を見せた。守備力の向上ぶりは守備成績にも反映されており、同年のUZR7はリーグ最高で、DRS-1は、自己最高数字だった。2017年には守備範囲こそ狭まったものの、わずか1失策で守備率はリーグ最高の.999を記録した。

## 評価
2014年12月31日にESPNが特集した「現役選手での殿堂入りに近い選手は誰か?」とするランキング特集でカブレラは、デレク・ジーター、アルバート・プホルス、イチローと共に「この4人は議論するまでもなく将来の殿堂入りが確実」としてランキングから外された。

## 女性問題
2018年シーズン中の『日刊ゲンダイDIGITAL』の報道によると、2013年から2015年にかけて遠征先に頻繁に同伴していた元愛人から、2人の間にできた2児に対する養育費の増額を求める訴訟を起こされ、不倫と隠し子の存在が発覚したとのこと。

## 詳細情報

### 年度別打撃成績
| 年 度     | 球 団     | 試 合 | 打 席 | 打 数 | 得 点 | 安 打 | 二 塁 打 | 三 塁 打 | 本 塁 打 | 塁 打 | 打 点 | 盗 塁 | 盗 塁 死 | 犠 打 | 犠 飛 | 四 球 | 敬 遠 | 死 球 | 三 振 | 併 殺 打 | 打 率 | 出 塁 率 | 長 打 率 | O P S |
| --------- | --------- | ----- | ----- | ----- | ----- | ----- | -------- | -------- | -------- | ----- | ----- | ----- | -------- | ----- | ----- | ----- | ----- | ----- | ----- | -------- | ----- | -------- | -------- | ----- |
| 2003      | FLA       | 87    | 346   | 314   | 39    | 84    | 21       | 3        | 12       | 147   | 62    | 0     | 2        | 4     | 1     | 25    | 3     | 2     | 84    | 12       | .268  | .325     | .468     | .793  |
| 2004      | FLA       | 160   | 685   | 603   | 101   | 177   | 31       | 1        | 33       | 309   | 112   | 5     | 2        | 0     | 8     | 68    | 5     | 6     | 148   | 20       | .294  | .366     | .512     | .878  |
| 2005      | FLA       | 158   | 685   | 613   | 106   | 198   | 43       | 2        | 33       | 344   | 116   | 1     | 0        | 0     | 6     | 64    | 12    | 2     | 125   | 20       | .323  | .385     | .561     | .946  |
| 2006      | FLA       | 158   | 676   | 576   | 112   | 195   | 50       | 2        | 26       | 327   | 114   | 9     | 6        | 0     | 4     | 86    | 27    | 10    | 108   | 18       | .339  | .430     | .568     | .998  |
| 2007      | FLA       | 157   | 680   | 588   | 91    | 188   | 38       | 2        | 34       | 332   | 119   | 2     | 1        | 1     | 7     | 79    | 23    | 5     | 127   | 17       | .320  | .401     | .565     | .966  |
| 2008      | DET       | 160   | 684   | 616   | 85    | 180   | 36       | 2        | 37       | 331   | 127   | 1     | 0        | 0     | 9     | 56    | 6     | 3     | 126   | 16       | .292  | .349     | .537     | .886  |
| 2009      | DET       | 160   | 685   | 611   | 96    | 198   | 34       | 0        | 34       | 334   | 103   | 6     | 2        | 0     | 1     | 68    | 14    | 5     | 107   | 22       | .324  | .396     | .547     | .942  |
| 2010      | DET       | 150   | 648   | 548   | 111   | 180   | 45       | 1        | 38       | 341   | 126   | 3     | 3        | 0     | 8     | 89    | 32    | 3     | 95    | 17       | .328  | .420     | .622     | 1.042 |
| 2011      | DET       | 161   | 688   | 572   | 111   | 197   | 48       | 0        | 30       | 335   | 105   | 2     | 1        | 0     | 5     | 108   | 22    | 3     | 89    | 24       | .344  | .448     | .586     | 1.034 |
| 2012      | DET       | 161   | 697   | 622   | 109   | 205   | 40       | 0        | 44       | 377   | 139   | 4     | 1        | 0     | 6     | 66    | 17    | 3     | 98    | 28       | .330  | .393     | .606     | .999  |
| 2013      | DET       | 148   | 652   | 555   | 103   | 193   | 26       | 1        | 44       | 353   | 137   | 3     | 0        | 0     | 2     | 90    | 19    | 5     | 94    | 19       | .348  | .442     | .636     | 1.078 |
| 2014      | DET       | 159   | 685   | 611   | 101   | 191   | 52       | 1        | 25       | 320   | 109   | 1     | 1        | 0     | 11    | 60    | 10    | 3     | 117   | 21       | .313  | .371     | .524     | .895  |
| 2015      | DET       | 119   | 511   | 429   | 64    | 145   | 28       | 1        | 18       | 229   | 76    | 1     | 1        | 0     | 2     | 77    | 15    | 3     | 82    | 19       | .338  | .440     | .534     | .974  |
| 2016      | DET       | 158   | 679   | 595   | 92    | 188   | 31       | 1        | 38       | 335   | 108   | 0     | 0        | 0     | 5     | 75    | 15    | 4     | 116   | 26       | .316  | .393     | .563     | .956  |
| 2017      | DET       | 130   | 529   | 469   | 50    | 117   | 22       | 0        | 16       | 187   | 60    | 0     | 1        | 0     | 3     | 54    | 6     | 3     | 110   | 15       | .249  | .329     | .399     | .728  |
| 2018      | DET       | 38    | 157   | 134   | 17    | 40    | 11       | 0        | 3        | 60    | 22    | 0     | 0        | 0     | 1     | 22    | 4     | 0     | 27    | 6        | .299  | .395     | .448     | .843  |
| 2019      | DET       | 136   | 549   | 493   | 41    | 139   | 21       | 0        | 12       | 196   | 59    | 0     | 0        | 0     | 5     | 48    | 4     | 3     | 108   | 18       | .282  | .346     | .398     | .744  |
| 2020      | DET       | 57    | 231   | 204   | 28    | 51    | 4        | 0        | 10       | 85    | 35    | 1     | 0        | 0     | 2     | 24    | 1     | 1     | 51    | 3        | .250  | .329     | .417     | .746  |
| 2021      | DET       | 130   | 526   | 472   | 48    | 121   | 16       | 0        | 15       | 182   | 75    | 0     | 0        | 0     | 9     | 40    | 0     | 5     | 118   | 21       | .256  | .316     | .386     | .701  |
| 2022      | DET       | 112   | 433   | 397   | 25    | 101   | 10       | 0        | 5        | 126   | 43    | 1     | 0        | 0     | 5     | 28    | 3     | 3     | 101   | 11       | .254  | .305     | .317     | .622  |
| 2023      | DET       | 98    | 370   | 334   | 21    | 86    | 20       | 0        | 4        | 118   | 34    | 0     | 0        | 0     | 3     | 31    | 0     | 2     | 74    | 11       | .257  | .322     | .353     | .675  |
| MLB：21年 | MLB：21年 | 2797  | 11796 | 10356 | 1551  | 3174  | 627      | 17       | 511      | 5368  | 1881  | 40    | 21       | 5     | 103   | 1258  | 238   | 74    | 2105  | 364      | .306  | .382     | .518     | .901  |

- 各年度の太字はリーグ最高

### WBCでの打撃成績
| 年 度 | 代 表      | 試 合 | 打 席 | 打 数 | 得 点 | 安 打 | 二 塁 打 | 三 塁 打 | 本 塁 打 | 塁 打 | 打 点 | 盗 塁 | 盗 塁 死 | 犠 飛 | 四 球 | 敬 遠 | 死 球 | 三 振 | 併 殺 打 | 打 率 | 出 塁 率 | 長 打 率 |
| ----- | ---------- | ----- | ----- | ----- | ----- | ----- | -------- | -------- | -------- | ----- | ----- | ----- | -------- | ----- | ----- | ----- | ----- | ----- | -------- | ----- | -------- | -------- |
| 2006  | ベネズエラ | 6     | 25    | 19    | 3     | 4     | 1        | 0        | 2        | 11    | 5     | 0     | 0        | 0     | 4     | 0     | 2     | 6     | 1        | .211  | .400     | .579     |
| 2009  | ベネズエラ | 6     | 33    | 32    | 5     | 9     | 4        | 0        | 2        | 19    | 4     | 0     | 0        | 0     | 1     | 0     | 0     | 6     | 2        | .281  | .303     | .594     |
| 2013  | ベネズエラ | 3     | 14    | 12    | 3     | 4     | 0        | 0        | 1        | 7     | 3     | 1     | 0        | 0     | 2     | 0     | 0     | 2     | 1        | .333  | .429     | .583     |
| 2017  | ベネズエラ | 6     | 25    | 21    | 2     | 4     | 0        | 0        | 1        | 7     | 3     | 0     | 0        | 0     | 4     | 2     | 0     | 4     | 1        | .190  | .320     | .333     |
| 2023  | ベネズエラ | 2     | 9     | 9     | 0     | 1     | 0        | 0        | 0        | 1     | 0     | 0     | 0        | 0     | 0     | 0     | 0     | 2     | 1        | .111  | .111     | .111     |

### 年度別守備成績
| 年 度 | 球 団 | 一塁（1B） | 一塁（1B） | 一塁（1B） | 一塁（1B） | 一塁（1B） | 一塁（1B） | 三塁（3B） | 三塁（3B） | 三塁（3B） | 三塁（3B） | 三塁（3B） | 三塁（3B） | 左翼（LF） | 左翼（LF） | 左翼（LF） | 左翼（LF） | 左翼（LF） | 左翼（LF） | 右翼（RF） | 右翼（RF） | 右翼（RF） | 右翼（RF） | 右翼（RF） | 右翼（RF） |
| 年 度 | 球 団 | 試 合      | 刺 殺      | 補 殺      | 失 策      | 併 殺      | 守 備 率   | 試 合      | 刺 殺      | 補 殺      | 失 策      | 併 殺      | 守 備 率   | 試 合      | 刺 殺      | 補 殺      | 失 策      | 併 殺      | 守 備 率   | 試 合      | 刺 殺      | 補 殺      | 失 策      | 併 殺      | 守 備 率   |
| ----- | ----- | ---------- | ---------- | ---------- | ---------- | ---------- | ---------- | ---------- | ---------- | ---------- | ---------- | ---------- | ---------- | ---------- | ---------- | ---------- | ---------- | ---------- | ---------- | ---------- | ---------- | ---------- | ---------- | ---------- | ---------- |
| 2003  | FLA   | -          | -          | -          | -          | -          | -          | 34         | 17         | 53         | 1          | 2          | .986       | 55         | 99         | 5          | 3          | 1          | .972       | -          | -          | -          | -          | -          | -          |
| 2004  | FLA   | -          | -          | -          | -          | -          | -          | -          | -          | -          | -          | -          | -          | 59         | 92         | 6          | 2          | 0          | .980       | 100        | 170        | 7          | 7          | 1          | .962       |
| 2005  | FLA   | -          | -          | -          | -          | -          | -          | 29         | 22         | 46         | 2          | 50         | .971       | 134        | 188        | 12         | 5          | 3          | .976       | -          | -          | -          | -          | -          | -          |
| 2006  | FLA   | -          | -          | -          | -          | -          | -          | 157        | 114        | 266        | 17         | 33         | .957       | -          | -          | -          | -          | -          | -          | -          | -          | -          | -          | -          | -          |
| 2007  | FLA   | -          | -          | -          | -          | -          | -          | 153        | 100        | 266        | 23         | 23         | .941       | -          | -          | -          | -          | -          | -          | -          | -          | -          | -          | -          | -          |
| 2008  | DET   | 143        | 1117       | 73         | 9          | 116        | .992       | 14         | 15         | 30         | 5          | 4          | .900       | -          | -          | -          | -          | -          | -          | -          | -          | -          | -          | -          | -          |
| 2009  | DET   | 153        | 1215       | 105        | 7          | 128        | .995       | -          | -          | -          | -          | -          | -          | -          | -          | -          | -          | -          | -          | -          | -          | -          | -          | -          | -          |
| 2010  | DET   | 148        | 1218       | 96         | 13         | 133        | .990       | -          | -          | -          | -          | -          | -          | -          | -          | -          | -          | -          | -          | -          | -          | -          | -          | -          | -          |
| 2011  | DET   | 152        | 1263       | 103        | 13         | 117        | .991       | -          | -          | -          | -          | -          | -          | -          | -          | -          | -          | -          | -          | -          | -          | -          | -          | -          | -          |
| 2012  | DET   | 2          | 4          | 0          | 0          | 1          | 1.000      | 154        | 127        | 243        | 13         | 31         | .966       | -          | -          | -          | -          | -          | -          | -          | -          | -          | -          | -          | -          |
| 2013  | DET   | -          | -          | -          | -          | -          | -          | 145        | 87         | 184        | 12         | 24         | .958       | -          | -          | -          | -          | -          | -          | -          | -          | -          | -          | -          | -          |
| 2014  | DET   | 126        | 978        | 98         | 5          | 100        | .995       | 10         | 6          | 13         | 1          | 2          | .950       | -          | -          | -          | -          | -          | -          | -          | -          | -          | -          | -          | -          |
| 2015  | DET   | 107        | 903        | 76         | 4          | 96         | .996       | -          | -          | -          | -          | -          | -          | -          | -          | -          | -          | -          | -          | -          | -          | -          | -          | -          | -          |
| 2016  | DET   | 147        | 1186       | 95         | 7          | 124        | .995       | 1          | 2          | 0          | 0          | 0          | 1.000      | -          | -          | -          | -          | -          | -          | -          | -          | -          | -          | -          | -          |
| 2017  | DET   | 115        | 761        | 63         | 1          | 90         | .999       | -          | -          | -          | -          | -          | -          | -          | -          | -          | -          | -          | -          | -          | -          | -          | -          | -          | -          |
| 2018  | DET   | 32         | 248        | 13         | 1          | 22         | .996       | -          | -          | -          | -          | -          | -          | -          | -          | -          | -          | -          | -          | -          | -          | -          | -          | -          | -          |
| 2019  | DET   | 26         | 204        | 5          | 1          | 13         | .995       | -          | -          | -          | -          | -          | -          | -          | -          | -          | -          | -          | -          | -          | -          | -          | -          | -          | -          |
| 2021  | DET   | 44         | 312        | 26         | 1          | 34         | .997       | -          | -          | -          | -          | -          | -          | -          | -          | -          | -          | -          | -          | -          | -          | -          | -          | -          | -          |
| 2023  | DET   | 1          | 1          | 0          | 0          | 0          | 1.000      | -          | -          | -          | -          | -          | -          | -          | -          | -          | -          | -          | -          | -          | -          | -          | -          | -          | -          |
| MLB   | MLB   | 1196       | 9410       | 753        | 62         | 974        | .994       | 697        | 490        | 1101       | 74         | 134        | .956       | 248        | 379        | 23         | 10         | 4          | .976       | 100        | 170        | 7          | 7          | 1          | .962       |

- 各年度の太字はリーグ最高

### タイトル
- 首位打者：4回（2011年 - 2013年、2015年）
- 本塁打王：2回（2008年、2012年）
- 打点王：2回（2010年、2012年）

### 表彰
- シーズンMVP：2回（2012年、2013年）
- シルバースラッガー賞：7回
  - 外野手部門：1回（2005年）
  - 三塁手部門：3回（2006年、2012年、2013年）
  - 一塁手部門：3回（2010年、2015年、2016年）
- ハンク・アーロン賞：2回（2012年、2013年）
- プレイヤーズ・チョイス・アワーズ
  - 年間最優秀選手：2回（2012年、2013年）
  - 優秀選手：2回（2012年、2013年）
- ルーキー・オブ・ザ・マンス：2回（2003年7月、9月）
- プレイヤー・オブ・ザ・マンス：6回（2008年7月、2012年8月、2013年5月・8月、2014年9月、2016年9月）
- プレイヤー・オブ・ザ・ウィーク：15回[60]

### 記録
- 三冠王：1回（2012年）打率.330、44本塁打、139打点 ※MLB45年ぶりの記録
- 3000本安打・500本塁打・600二塁打 ※史上3人目
- MLBオールスターゲーム選出：12回（2004年 - 2007年、2010年 - 2016年、2022年）
- ベネズエラ出身選手のMLB記録
  - 通算安打数：3174 ※歴代1位
  - 本塁打：511本 ※同1位
  - 打点：1881打点 ※同1位

### 背番号
- 20（2003年）
- 24（2004年 - 2023年）

### 代表歴
- 2006 ワールド・ベースボール・クラシック・ベネズエラ代表
- 2009 ワールド・ベースボール・クラシック・ベネズエラ代表
- 2013 ワールド・ベースボール・クラシック・ベネズエラ代表
- 2017 ワールド・ベースボール・クラシック・ベネズエラ代表
- 2023 ワールド・ベースボール・クラシック・ベネズエラ代表